# Giulietta (nome)
Giulietta  è un nome proprio di persona italiano femminile.

## Varianti
- Maschili: Giulietto[1]

### Varianti in altre lingue
- Albanese: Zhuljeta
- Catalano: Julieta[6]
- Esperanto: Julieta
- Francese: Juliette[2][3]
- Galiziano: Xulieta
- Inglese: Juliet[2][3][5]
- Lettone: Džuljeta
- Lituano: Džuljeta
- Maltese: Ġuljetta
- Portoghese: Julieta
- Rumeno: Julieta
- Spagnolo: Julieta[6]

## Origine e diffusione

Juliet, di John William Waterhouse

Si tratta di un diminutivo del nome Giulia; la sua notevole diffusione si deve alla fama di Giulietta Capuleti (in originale Juliet Capulet), il personaggio reso celebre da William Shakespeare per la sua opera Romeo e Giulietta (una storia la cui prima versione, in realtà, fu scritta da Luigi da Porto nel 1530).

## Onomastico
L'onomastico ricorre lo stesso giorno del nome Giulia, da cui deriva, cioè generalmente il 22 maggio in memoria di santa Giulia, martire in Corsica. Si noti, inoltre, che il 16 giugno è ricordata anche una santa Giulitta, martire, chiamata anche "Giulietta" (ma non è sicuro che il nome Giulitta sia derivato da Giulia).

## Persone
- Giulietta Masina, attrice italiana

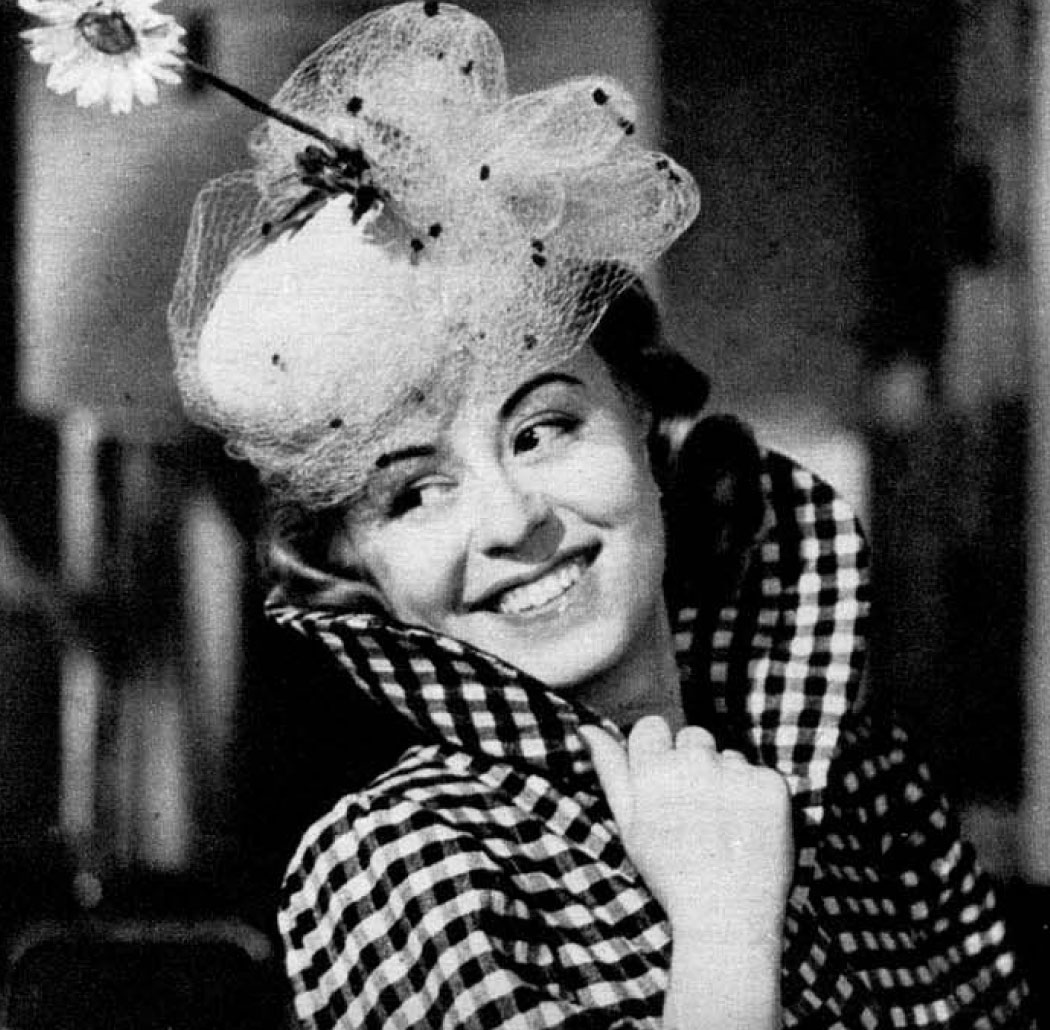
Giulietta Masina

- Giulietta Pezzi, scrittrice e giornalista italiana
- Giulietta Rovera, giornalista e scrittrice italiana
- Giulietta Sacco, cantante italiana
- Giulietta Simionato, mezzosoprano italiano

### Variante Juliette

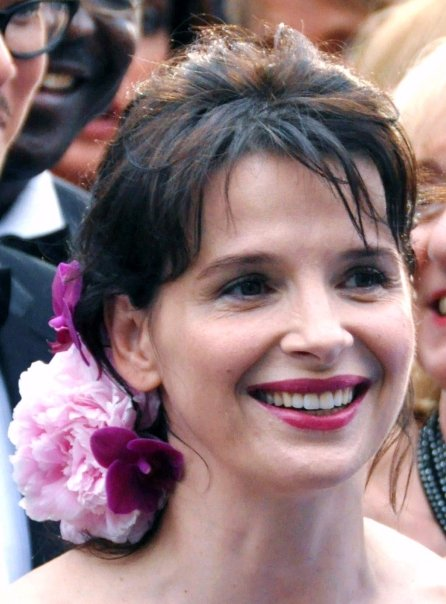
Juliette Binoche

- Juliette Adam, scrittrice, polemista e salonnière femminista repubblicana francese
- Juliette Atkinson, tennista statunitense
- Juliette Binoche, attrice francese
- Juliette Colbert, filantropa e marchesa francese naturalizzata italiana
- Juliette de Baïracli Levy, eterinaria e scrittrice britannica
- Juliette Figueras, modella francese
- Juliette Goglia, attrice statunitense
- Juliette Gréco, cantante e attrice francese
- Juliette Lewis, attrice e cantante statunitense
- Juliette Mayniel, attrice francese
- Juliette Récamier, salottiera francese
- Juliette Welfling, montatrice francese

### Variante Julieta

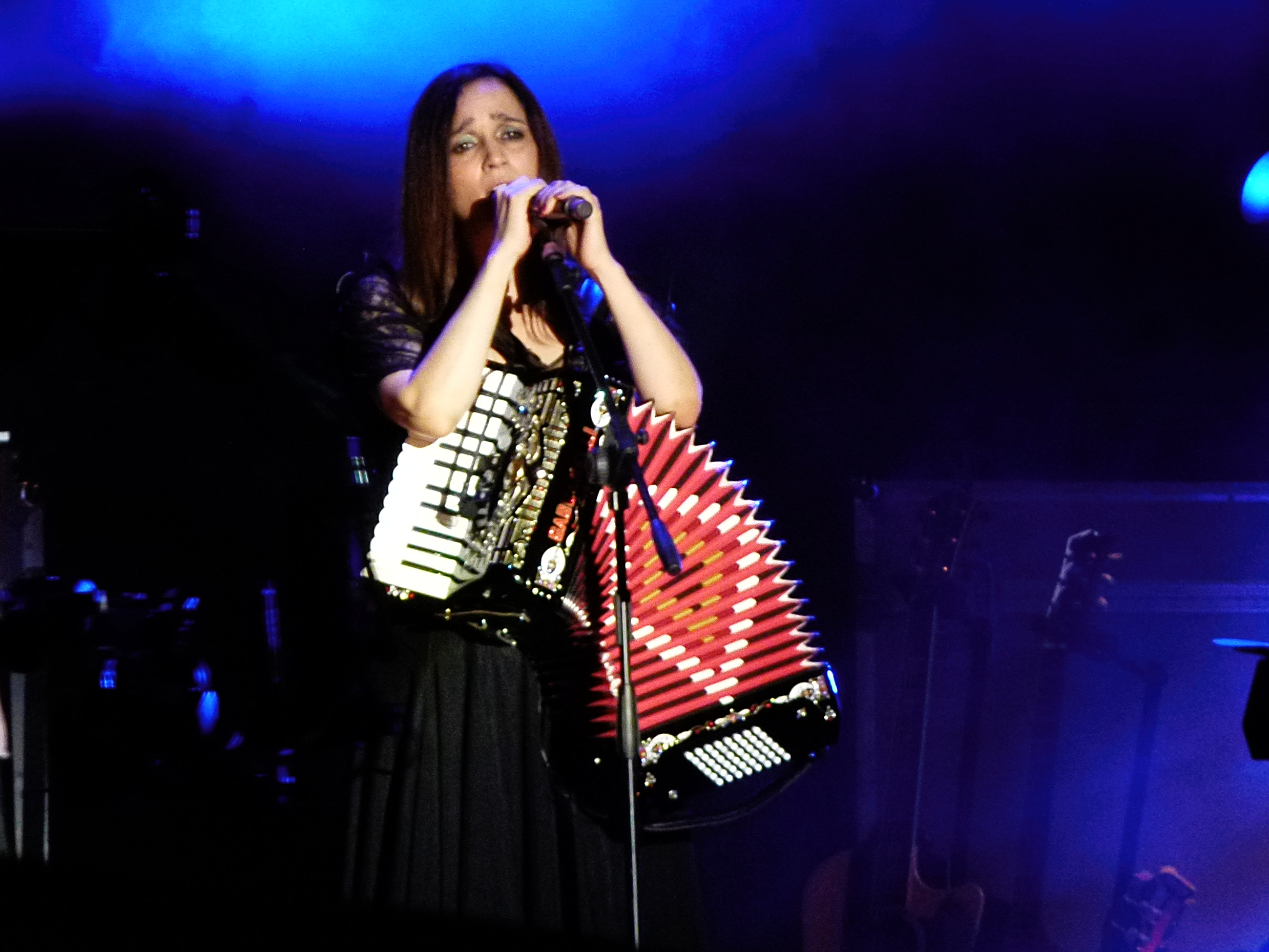
Julieta Venegas

- Julieta Campos, scrittrice cubana naturalizzata messicana
- Julieta Cantaluppi, ginnasta italiana
- Julieta Cardinali, attrice argentina
- Julieta Díaz, attrice argentina
- Julieta Lanteri, politica e medico argentina
- Julieta Venegas, cantante, compositrice e polistrumentista messicana

### Variante Juliet

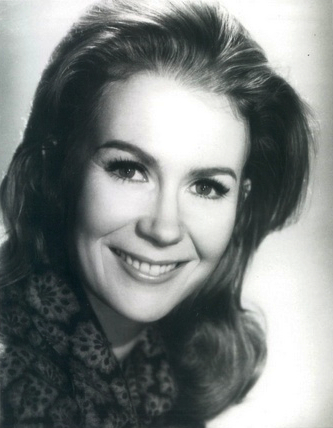
Juliet Mills

- Juliet Anderson, pornoattrice e regista statunitense
- Juliet Appleby, illustratrice, pittrice e scultrice statunitense
- Juliet Berto, attrice e regista francese
- Juliet Cuthbert, atleta giamaicana
- Juliet-Jane Horne, modella scozzese
- Juliet Landau, attrice e doppiatrice statunitense
- Juliet Mills, attrice britannica
- Juliet Prowse, ballerina e attrice sudafricana
- Juliet Stevenson, attrice britannica

### Variante maschile Giulietto
- Giulietto Chiesa, giornalista e politico italiano

## Il nome nelle arti
- Giulietta Boldrini è un personaggio del film del 1965 Giulietta degli spiriti, diretto da Federico Fellini.
- Juliet Burke è un personaggio della serie televisiva Lost.
- Giulietta Capuleti è la protagonista femminile dell'opera di Shakespeare Romeo e Giulietta.
- Juliet Leale è un personaggio dei romanzi della serie Artemis Fowl, scritti da Eoin Colfer.
- Juliet O'Hara è un personaggio della serie televisiva Psych. È interpretata da Maggie Lawson.
- Juliet Parrish è un personaggio della serie televisiva Visitors.
- Juliette Roux è un personaggio del romanzo di Octave Mirbeau Il Calvario.
- A donne di nome Juliet sono state dedicate diverse canzoni, fra le quali: 
  - Juliet dei Four Pennies del 1964
  - Juliet di Robin Gibb del 1983
  - Juliet degli Oak Ridge Boys del 1986
  - Juliet dei Modern Talking del  2001